# سهل فيضي

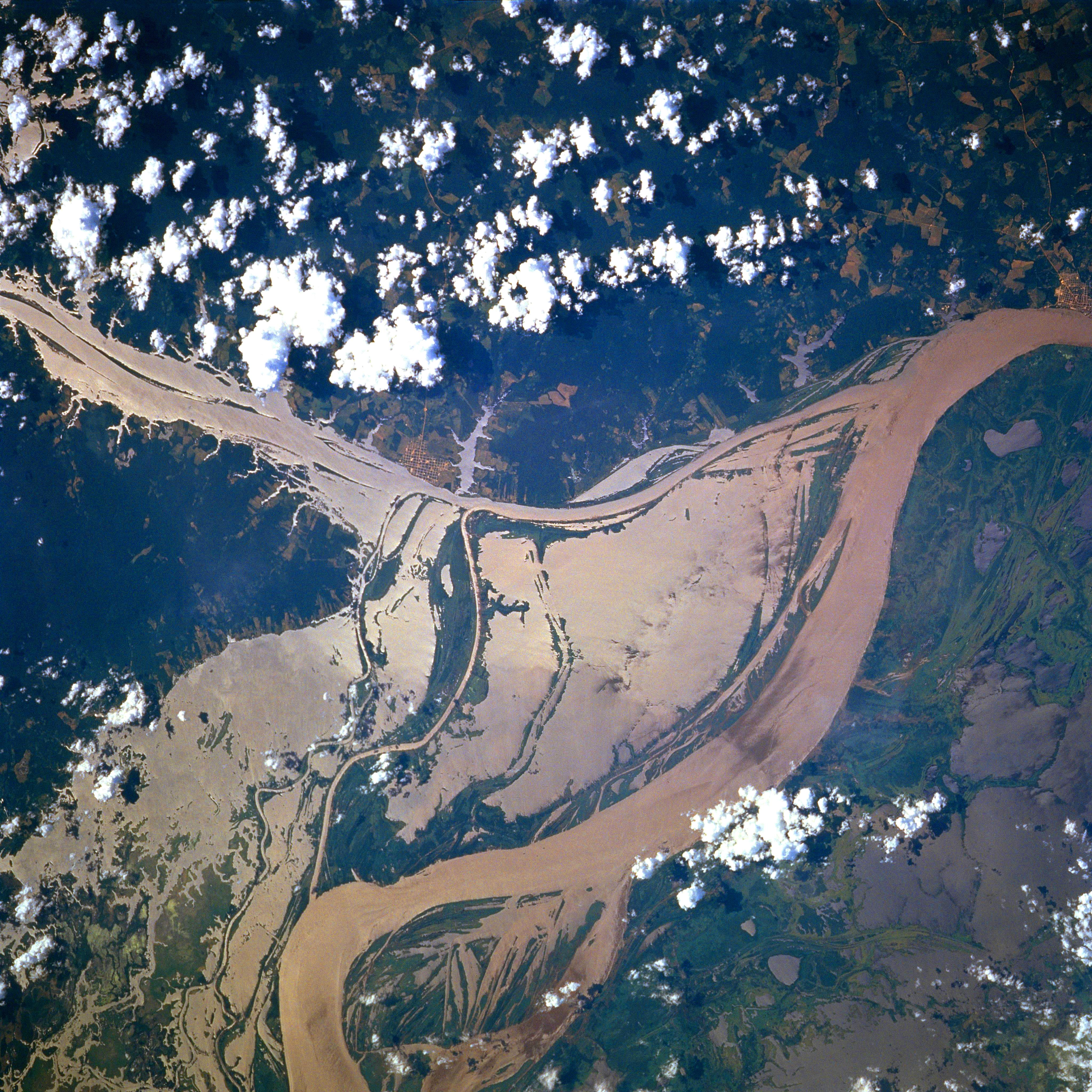
صورة من الأقمار الصناعية لسهل الأمازون الفيضي ويبدو واضحا كمية الطمي الذي يجرفه النهر في مجراه

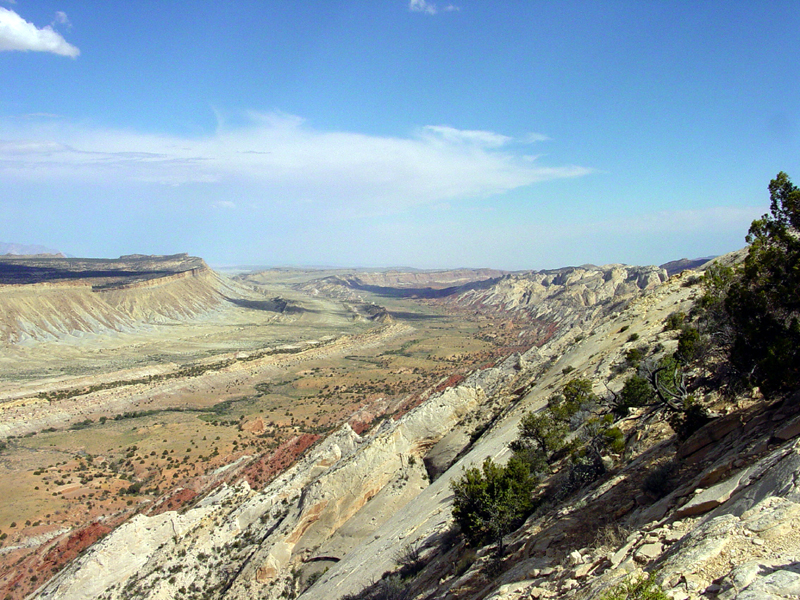
وادي سترايك في الولايات المتحدة الأمريكية، سهل فيضي تشكل بسبب عملية النحت والترسيب نتيجة جريان النهر

السهل الفيضي أو الفيضاني أو الرسوبي (بالإنجليزية: Floodplain)‏ أو الحوض الفَيضي أو الرِّقَّة هو ذلك الجزء من الوادي الذي يغمر بالمياه خلال فيضان النهر. ويعتبر هذا المظهر نتاج العمل البنائي والهدمي للأنهار في نفس الوقت، ويتغلب العمل البنائي على الهدمي في هذه المناطق نتيجة ترسيب الرواسب فيها.
ومن السهول الفيضية الكبيرة في الوطن العربي سهل وادي الرافدين الذي تشكل نتيجة جريان نهري دجلة والفرات.